# Abdelmounaim Boutouil
Abdelmounaim Boutouil (arab. عبد المنعم بوطويل, ur. 9 stycznia 1998 w Bensliname) – marokański piłkarz, grający na pozycji środkowego obrońcy w Wydadzie Casablanca. Reprezentant kraju. 

## Kariera klubowa

### FAR Rabat (2016–2020)
Zaczynał karierę w FARze Rabat. W pierwszym zespole zadebiutował 18 września 2016 roku w meczu przeciwko Olympic Safi, wygranym 2:0, grając 85 minut. 

### Wypożyczenie do KAC Kénitra
31 lipca 2017 roku został wypożyczony do KACu Kénitra, powrócił pod koniec sezonu.

### Powrót do FAR (2018–2020)
Pierwszego gola strzelił 18 lutego 2019 roku w meczu przeciwko Hassanii Agadir, wygranym 1:2. Do siatki trafił w 34. minucie. Pierwszą asystę zaliczył 8 grudnia 2019 roku w meczu przeciwko Mouloudii Wadżda, wygranym 0:2. Asystował przy golu w 78. minucie. Łącznie w FARze zagrał 29 ligowych meczów, strzelił gola i miał asystę.

### Royale Union Saint-Gilloise
1 lipca 2020 roku został zawodnikiem Royale Union Saint-Gilloise. Jego największym sukcesem było załapanie się na ławkę rezerwowych.

### Wypożyczenie i transfer definitywny do Chababu Mohammédia
5 listopada 2020 roku wrócił do ojczyzny, został wypożyczony do Chababu Mohammédia. W klubie tym zadebiutował 4 grudnia w meczu przeciwko Moghrebowi Tetuan, wygranym 0:2, grając cały mecz.
1 sierpnia 2021 roku trafił definitywnie do zespołu z Mohammédii. Pierwszego gola strzelił 25 września w meczu przeciwko Difaâ El Jadida, przegranym 1:2. Do siatki trafił w 94. minucie. Łącznie do 1 lutego 2022 roku zagrał 35 meczów i strzelił gola.

### Wypożyczenie do Raja Casablanca
31 stycznia 2022 roku został wypożyczony do Raja Casablanca. Nie zagrał tam żadnego spotkania.

### Mamelodi Sundowns FC
11 lipca 2022 roku został kupiony przez Mamelodi Sundowns FC za 379 tysięcy euro. Zadebiutował w tym zespole 9 kwietnia 2023 roku w meczu przeciwko Moroka Swallows FC (0:0). Na boisku pojawił się w 78. minucie, zastąpił Aubrey'a Modiba. W sumie zagrał 12 meczów w południowoafrykańskiej ekstraklasie. 
Dwukrotnie był mistrzem kraju i raz wygrał African Football League.

### Wydad Casablanca
26 sierpnia 2024 roku został graczem Wydadu Casablanca. Zadebiutował tam 19 października 2024 roku w meczu przeciwko Chababowi Mohammédia (wygrana 3:2). Grał 65 minut, zmienił go Ismail Moutaraji. Łącznie (stan na 23 grudnia) zagrał 6 ligowych spotkań w barwach Wydadu.

## Kariera reprezentacyjna

### Reprezentacje młodzieżowe
W reprezentacji U-20 wystąpił w dwóch meczach towarzyskich.
Zagrał 2 mecze i strzelił gola w reprezentacji U-23.

### Reprezentacja seniorska
W seniorskiej reprezentacji Maroka zadebiutował 18 stycznia 2021 roku w meczu przeciwko reprezentacji Togo (wygrana 1:0). Zagrał cały mecz. W sumie zagrał tych spotkań 6 i wygrał Mistrzostwa Narodów Afryki.